# Cheirogenesia
Cheirogenesia is een geslacht van haften (Ephemeroptera) uit de familie Palingeniidae.

## Soorten
Het geslacht Cheirogenesia omvat de volgende soorten:
- Cheirogenesia decaryi
- Cheirogenesia edmundsi
- Cheirogenesia laurencae